# 上杉顕実
上杉 顕実（うえすぎ あきざね）は、戦国時代の武将。関東管領。山内上杉家12代当主。

## 略歴
古河公方・足利成氏の次男として誕生した。当初は義綱と名乗るが、後に関東管領・上杉顕定の養子となり、上杉顕実と改名した。
永正7年（1510年）、長森原の戦いで顕定が敗死すると、顕実が山内上杉家を継ぎ関東管領を継承するが、同じ顕定の養子・憲房と対立する。顕実は実兄で古河公方の足利政氏に援助を求めるが、憲房は政氏の子・高基を味方につけ対抗し、関東は二分された。顕実は長尾顕方や成田顕泰の支援を受けて武蔵国鉢形城に拠ったが、永正9年（1512年）に憲房を支持する横瀬景繁・長尾景長に攻められて敗北、実権を喪失する（永正の乱）。
顕実は政氏を頼って逃亡するが、まもなく病没した。